# Lepsius-XXIX-Pyramide

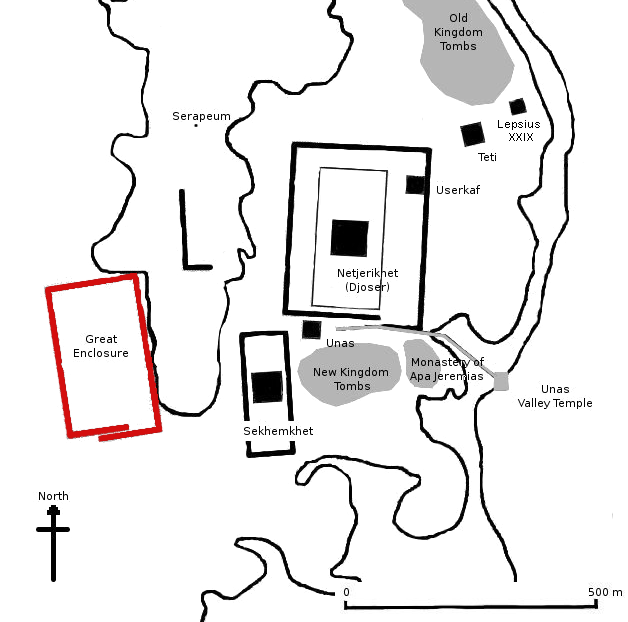
Karte von Sakkara mit der Lage Lepsius-XXIX-Pyramide (rechts, oben)

Die Lepsius-XXIX-Pyramide in Sakkara ist ein altägyptisches Königsgrab. Ihr Besitzer ist noch nicht zweifelsfrei identifiziert. Ihre Bauweise ähnelt stark den Pyramiden der 5. Dynastie, weshalb sie von vielen Ägyptologen dem in diese Zeit datierenden König Menkauhor zugeschrieben wird. Ein in ihrer Nähe gefundenes Inschriften-Bruchstück wurde allerdings auch als Indiz dafür gesehen, dass Merikare, ein Herrscher aus der 9./10. Dynastie, der tatsächliche Erbauer war. Das Bauwerk liegt im äußersten Norden der Nekropole, östlich der Teti-Pyramide und wird auch als „kopflose Pyramide“ bezeichnet.

## Erforschung
Die Pyramide ist bisher nur unzureichend erforscht. Eine erste kurze Beschreibung lieferte Karl Richard Lepsius, der ihre Ruine 1843 besuchte und mit der Nummer XXIX (29) in seiner Pyramidenliste katalogisierte. Gaston Maspero betrat 1881 als erster das unterirdische Kammersystem. Eine erste, nur sehr kurze und unsystematische Ausgrabung der Ruine fand aber erst 1930 durch Cecil M. Firth statt. Danach wurde die Ruine wieder von Sand bedeckt.
Eine systematische Ausgrabung der Substruktur in den Jahren 2007–2008 unter Zahi Hawass erhärtete die Zuordnung zur 5. Dynastie aufgrund von Struktur und Materialien, die für diese Epoche typisch sind. Auch wenn keine Namensinschrift gefunden wurde, schreibt Hawass das Bauwerk Menkauhor zu.

## Die Pyramide
Die Pyramide hat eine Seitenlänge von etwa 52 Metern und orientiert sich nicht wie bei den meisten anderen Pyramiden üblich an den Himmelsrichtungen, sondern wie die benachbarte Teti-Pyramide am damaligen Lauf des Nils. Von ihrem Oberbau ist außer dem Fundament heute praktisch nichts mehr übrig. An der Nordseite des Bauwerks befindet sich der Eingang zum unterirdischen Kammersystem. Der Durchgang zur Vorkammer und zur Grabkammer wird durch zwei Blockiersteine aus Granit versperrt. In der Grabkammer wurde ein zerbrochener Sarkophag-Deckel gefunden.